# Marie Léontine Tsibinda
 Marie-Léontine Tsibinda Bilombo (* 1958 in Kouilou, Republik Kongo) ist eine kongolesisch-kanadische Autorin und Schauspielerin. Sie ist eine Dichterin und Innovatorin der zeitgenössischen kongolesischen Poesie. Neben Lyrik schreibt sie auch Kurzgeschichten und ist journalistisch tätig. Von 1979 bis 1987 war sie Schauspielerin bei der Theatergruppe Rocado Zulu Théâtre des Schriftstellers  Sony Labou Tansi.

## Leben und Werk
Tsibinda ist die Tochter von Bauern, aber sie lebte nur während der Schulferien bei ihren Eltern. Sie besuchte die weiterführende Schule und studierte an der Université Marien Ngouabi in Brazzaville, wo sie 1984 einen Master in Englisch mit Schwerpunkt Amerikanische Literatur und Zivilisation erhielt. In Brazzaville arbeitete sie in der Bibliothek des Amerikanischen Kulturzentrums. Sie lebte mit ihrem Mann, dem Dichter Bilombo-Samba, und ihren Kindern bis 1999 in Brazzaville.
Der Bürgerkrieg im Kongo zwang sie 1999, ins Exil zu gehen. Sie verließ den Kongo am 18. Februar 1999 über Pointe-Noire, die Wirtschaftshauptstadt des Kongo, um nach Niger zu reisen. Eine Familie nahm sie auf, doch kurz nach ihrer Ankunft in Niamey kam es am 9. April in Niger zu einem Staatsstreich. Von Juli 1999 bis 13. November 2001 lebte sie dann in Cotonou in Benin. Dort schloss sie sich dem Team von La Contemporaine an, dem Wirtschafts- und Politikmagazin von La Béninoise. 2001 reiste sie dann nach Quebec in Kanada und erhielt dort die kanadische Staatsbürgerschaft.
Ihre ersten Gedichte, die 1980 im kongolesischen Verlag in Brazzaville veröffentlicht wurden, tragen den Titel: Gedichte der Erde (Poeme de la terre). Im selben Jahr veröffentlichte sie eine Sammlung mit dem Titel Mayombe, herausgegeben von Editions Saint-Germain-des-Prés. Zu ihren weiteren poetischen Werken zählen die Sammlungen Une Lèvre naissant d’une autre. Bantoues-Verlag, Heidelberg, 1984, Demain, un autre jour, Silex, Paris 1987 und L’Oiseau sans arme mit Illustrationen von Michel Hengo, Jouy-Le-Moutier (Frankreich): Bajag-Meri, 1999. Die Rolle der Frau in der Gesellschaft ist ein weiteres ihrer Themen. Häufig sind Frauen oder Mädchen Protagonisten ihrer Geschichten. So erzählt beispielsweise die Kurzgeschichte Mayangi aus dem Jahr 1981 die Geschichte einer Frau, die ihren untreuen Ehemann verlässt. When the Storm Rumbles (Quand gronde l’orage, 1982) ist der Titel einer Geschichte über ein Mädchen, das von seinem Vater vergewaltigt wird. Sie gewann für diese Geschichte den Preis für die beste Kurzgeschichte bei einem vom Radiosender RFI organisierten Wettbewerb. 1996 erhielt sie den UNESCO-Aschberg-Preis für ihre Kurzgeschichte Wet Skirts (Les Pagnes mouillés), die die Schrecken des Bürgerkriegs anhand des Schicksals einer jungen Frau schildert, die sich vor Feinden versteckt.
Im Laufe der Jahre nahm sie an zahlreichen Literaturkonferenzen teil, die von der Fakultät für Geisteswissenschaften der Universität Brazzaville organisiert wurden. Seit 1992 ist sie Mitglied des PEN International, seit 1994 der Vereinigung kongolesischer Schriftsteller und war Sekretärin der Vereinigung AGIR pluriel. Von 1979 bis 1987 war sie auch Mitglied der Rocado Zulu Theatrical Company von Sony Labou Tansi.
Sie veröffentlichte außerdem eine Sammlung von Texten verschiedener kongolesischer Intellektueller und Künstler mit dem Titel Moi, Congo ou les rêveurs de la souveraine. Jouy-Le-Moutier (Frankreich): Bajag-Meri, 2000.
Tsibinda gehört neben Amélia Néné zu den Pionierinnen der kongolesischen Frauenlyrik.

## Auszeichnungen und Ehrungen (Auswahl)
- 1981: Nationalpreis für Poesie[8]
- 1996: Unesco-Aschberg-Preis für ihren Roman Les pagnes mouillés[9]

## Veröffentlichungen (Auswahl)
- Poèmes de la terre. Brazzaville: Editions littéraires congolaises, 1980.
- Mayombé. Paris: Saint-Germain-des-Prés, 1980.
- Une Lèvre naissant d'une autre. Heidelberg: Editions bantoues, 1984.
- Demain, un autre jour. Paris: Silex, 1987.
- L'Oiseau sans arme. Jouy-Le-Moutier (France): Bajag-Meri, 1999.
- Un cœur assoiffé. Éditions-dhArt, 2017, ISBN 978-2924097403.
- Lord, I will wake up the dawn. 2014.[10]
- Saveur de mes larmes: Poésie. Editions Kemet, 2022, ISBN 978-2493053183.
- La porcelaine de Chine. L'Interligne, 2013, ISBN 978-2896993741.
- Le monde vert l’humain et la planète terre. Éditions Berkiab à Montréal, 2022, ISBN 979-8842791101.